# October Road
October Road är en amerikansk dramaserie från 2007 till 2008 som sändes på ABC i USA. I huvudrollen syns Bryan Greenberg & Laura Prepon. Serien lades ner efter 2 säsonger.

## Handling
Serien handlar om en författare (Bryan Greenberg) som kommer tillbaka till sin hemort för att möta personerna som han har baserat sin bok på.